# Sandister Tei
Sandister Tei (Accra, segle XX) és una periodista ghanesa especialitzada en xarxes socials que va ser nomenada la Wikimedista de l'Any a l'octubre de 2020, decisió presa pel cofundador de Wikipedia, Jimmy Wales. És cofundadora i voluntària activa de Wikimedia Ghana User Group.

## Biografia
Tei va nàixer en Accra, Ghana. Va anar a l'escola Achimota, més tard a la Universitat de Ghana, on es va especialitzar en Geografia i va rebre una beca del Grup Tullow en 2013 per realitzar un Mestratge en Periodisme Internacional a la Universitat de Cardiff.
Després del seu mestratge a la Universitat de Cardiff, Tei es va unir al canal digital AJ + d'Al Jazeera el 2014. Més tard, va treballar breument en Joy FM com a executiva de xarxes socials i després en Citi FM com a periodista multimèdia. Etapa en la qual també va ser subgerent de Programes de Citi FM i Citi TV.
Després, es va unir al programa Traffic Avenue. També va ser presentadora de tendències tecnològiques i de xarxes socials en el guardonat Citi Breakfast Shou.
A més dels seus rols en els mitjans, Tei també va ser facilitadora de mitjans digitals per a la Iniciativa de Joves Capdavanters Africans, Voice of America, Oficina de l'Alcalde de Acra.

## Activitat en Wikimedia
Tei és cofundadora de Wikimedia Ghana User Group, una comunitat de wikimedistes ghaneses que es va crear en 2012. El seu treball voluntari va incloure la contractació d'editors de Wikipedia i altres activitats de divulgació. També va ajudar a llançar una campanya per iniciar una petició sobre Llibertat de Panorama a Ghana en 2018 en la conferència, re:publica Accra.
Va representar al Grup d'Usuaris de Wikimedia Ghana a Washington D. C. per conversar amb els organitzadors de Wikimania 2012 sobre formes d'augmentar el contingut africà en Wikipedia. A l'any següent, va assistir a Wikimania a Hong Kong com a part d'una reunió formal d'editors africans, convertint-se en la primera dona a Ghana a assistir a aquesta reunió. Va participar en la Cimera Wikimedia 2019 a Berlín, promovent un augment en la cobertura sobre temes africans en els projectes de Wikimedia. Un dels seus principals objectius era "realinear" i "experimentar diferents perspectives".
Va ser nomenada la Wikimedista de l'any el 15 d'octubre de 2020 pel cofundador de Wikipedia, en una transmissió en viu de YouTube i Facebook. Tei va ser elogiada per les contribucions a la cobertura dels projectes de Wikimedia sobre la pandèmia de COVID-19 a Ghana, ajudant a mantenir un registre permanent dels efectes de la pandèmia allà. A causa de les restriccions de viatge, Wales no va poder lliurar personalment el premi a Tei segons la pràctica habitual, sinó que va parlar amb ella en una trucada sorpresa de Zoom.
Mentre estava a Gal·les, li van diagnosticar depressió i el seu tractament posterior va ajudar a millorar tant el seu estat d'ànim com les seues qualificacions; després va fundar Purple People, un grup de suport de salut mental (ara inactiu) per a persones amb trastorns de l'estat d'ànim, anys després que ella mateixa va lluitar contra la depressió.